# Пам'ятки монументального мистецтва Мостиського району
У Мостиському районі Львівської області нараховується 3 пам'ятки монументального мистецтва.
| # | назва | адреса                                     | Номер | дата рішення                    |
| - | --- | ------------------------------------------ | ----- | ------------------------------- |
| 1 | Пам'ятник Вишенському І., українському поету-полемісту (ск. Д. Крвавич, арх. М. Бевз, 1979, бронза)                                    | м. Судова Вишня, вул. Д. Галицького, центр | 1621  | Рішення № 506, 02.11.1982       |
| 2 | Пам'ятник Хмельницькому Б. М., гетьману України (1954, з/бетон)                                                                        | м. Мостиська, сквер біля пошти             | 554   | Рішення № 183, 05.05.1972       |
| 3 | Пам'ятник Шевченку Т. Г., українському поету і художнику (ск. Е. Мисько, Л. Яремчук, арх. В. Каменщик, 1994, бронза, мармурова крихта) | м. Мостиська, центр                        | 1622  | Розпорядження № 528, 19.07.1995 |

## Джерело
Перелік пам'яток Львівської області [Архівовано 16 вересня 2012 у Wayback Machine.]